# 平沼一之橋
平沼一之橋（ひらぬまいちのはし）は、神奈川県横浜市西区に架かる道路橋である。帷子川と、川の右岸（南東側）に沿うJR東海道本線・横須賀線・相鉄本線の線路を渡る。

## 建設の経緯
かつて平沼橋駅近くにあった平沼第一踏切は付近に住宅や学校、工場などが立ち並び、一日約6000台の自動車と多数の歩行者が利用していた。JR東海道本線と相鉄本線は郊外の宅地開発で運行本数が増加し、開かずの踏切となり渋滞が発生していた。横浜市は、建設省・運輸省の告示に沿い、1962年（昭和37年）3月10日に、幅11メートル（m）の陸橋を架けて立体交差とする調査を始めた。これに対し、住民は期成委員会を結成し、地下道とするよう市に陳情した。度重なる話し合いの末、住民は市当局による陸橋案を受け入れた。1976年（昭和51年）2月21日、平沼第一踏切立体交差対策委員会が組織され、住宅の立ち退きや騒音・日照の補償の話し合いがもたれた。幅員は当初計画の11 mから7.5 mに縮小され、大型車の通行が規制された。1971年（昭和46年）6月5日に竣工。本橋開通により、野毛町・伊勢佐木町方面と横浜駅西口周辺との自動車での往来が円滑になったが、踏切が封鎖されたため平沼と西平沼町の人の流れが分断され、活気が失われる弊害もあった。

## 周辺

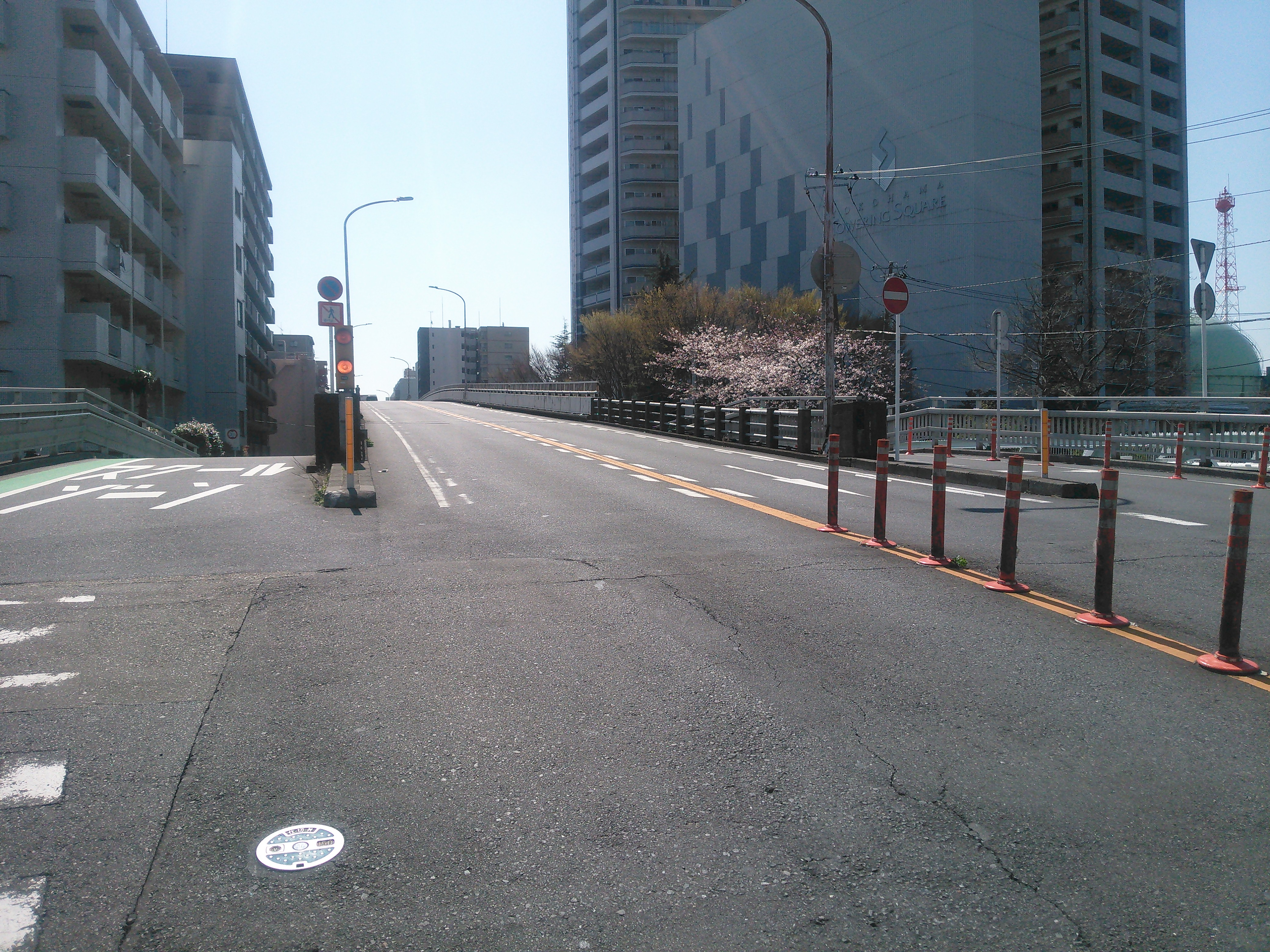
環状1号側より。中央の高架橋が平沼一之橋、側道が帷子川を渡る平岡橋。

伊勢佐木町方面から横浜駅根岸道路を北上し、国道1号と交差する西平沼交差点を北上すると、西平沼橋で石崎川を渡る。横浜駅東口方面の道を分け、さらに直進すると平沼一之橋の高架橋に差し掛かり、JR東海道本線・横須賀線・相鉄本線の線路を跨ぎ越す。線路を渡る手前西側には水天宮平沼神社がある。本橋は自動車専用であり、東側には相鉄線平沼橋駅に接続する歩道橋が架かる。さらに西平沼町の街を高架で越え、帷子川を渡った先の岡野で地上に降りる。帷子川を渡る部分では、本橋の側道のような形で平岡橋が架かり、西平沼町と岡野を結ぶ。
400 mほど西にある平沼二之橋も類似した構造で鉄道各線と石崎川を渡り、西平沼町で地平に降りたのちに沼野橋で帷子川を渡る。帷子川の派川である新田間川には、似た名称の一之橋が横浜駅西口近くに架かる。

## 隣接する橋
- 帷子川

（上流側） - 沼野橋 - 平沼一之橋・平岡橋 - 元平沼橋・平沼橋 - （下流側）